# Panservogn
Panservogne er terrængående, pansrede hjulkøretøjer, der anvendes til opklaringsopgaver, og kamp mod let bevæbnede styrker. Civilt vil pansrede limousiner og pengetransporter omtales som panserbiler.